# Dobro Polje (Boljevac)
Pour les articles homonymes, voir Dobro Polje.
Dobro Polje (en serbe cyrillique : Добро Поље) est un village de Serbie situé dans la municipalité de Boljevac, district de Zaječar. Au recensement de 2011, il comptait 306 habitants.

## Démographie

### Évolution historique de la population
| 1948  | 1953  | 1961 | 1971 | 1981 | 1991 | 2002 | 2011 |
| ----- | ----- | ---- | ---- | ---- | ---- | ---- | ---- |
| 1 065 | 1 064 | 998  | 917  | 756  | 590  | 415  | 306  |

|  |